# Diocese de Caltanissetta
A Diocese de Caltanissetta (Diœcesis Calatanisiadensis, em latim) é uma divisão eclesiástica da Igreja Católica sediada em Caltanissetta, na Itália. Pertence à Arquidiocese de Agrigento, região eclesiástica da Sicília. Foi criada em 25 de maio de 1844.

## Território
A diocese é subdividida em 4 vicariatos e 56 paróquias.

### Vicariato deCaltanissetta
- Catedral "Santa Maria la Nova"
- San Domenico
- San Giuseppe
- Santa Croce
- Santa Lucia
- Sant'Agata
- Santa Flavia
- Sacro Cuore
- Regina Pacis
- San Biagio
- San Pio X
- San Michele Arcangelo
- San Pietro
- San Paolo
- San Luca
- San Marco
- Santo Spirito
- Santa Barbara
- Sacro Cuore di Gesù a Cozzo di Naro
- Santa Rosalia a Niscima
- Santa Maria delle Grazie
- Santissimo Crocifisso

### Vicariato deSan Cataldo
- San Cataldo
- Serradifalco
- Sommatino
- Delia
- Montedoro
- Bompensiere

### Vicariato deMussomeli
- Mussomeli
- Vallelunga Pratameno
- Campofranco
- Milena
- Villalba
- Sutera
- Acquaviva Platani

### Vicariato deCalascibetta
- Calascibetta
- Santa Caterina Villarmosa
- Marianopoli
- Resuttano

## Administração
Bispos locais:
|                 | Nome                                   | Período    | Notas                                   |
| Bispos          | Bispos                                 | Bispos     | Bispos                                  |
| --------------- | -------------------------------------- | ---------- | --------------------------------------- |
| 8º              | Mario Russotto                         | 2003-atual |                                         |
| 7º              | Alfredo Maria Garsia                   | 1974-2003  |                                         |
| 6º              | Francesco Monaco                       | 1956-1973  |                                         |
| 5º              | Giovanni Jacono                        | 1921-1956  |                                         |
| 4º              | Antonio Augusto Intreccialagli, O.C.D. | 1907-1914  | Nomeado Arcebispo coadjutor de Monreale |
| 3º              | Ignazio Zuccaro                        | 1896-1906  |                                         |
| 2º              | Giovanni Guttadauro                    | 1859-1896  |                                         |
| 1º              | Antonio Maria Stromillo, C.R.          | 1845-1858  |                                         |
| Bispo-coadjutor |                                        |            |                                         |
|                 | Francesco Monaco                       | 1953-1956  |                                         |
| Bispo-auxiliar  |                                        |            |                                         |
|                 | Giuseppe Francica-Nava de Bontifè      | 1883-1889  | Nomeado Núncio Apostólico na Bélgica    |